# Valestrandsfossen
Valestrandsfossen (eller Valestrand) är en tätort i Osterøy kommun i Vestland fylke i västra Norge. Orten ligger vid Sørfjorden, där fylkesväg 567 möter fylkesväg 5425, på den västra delen av ön Osterøy. Den har färjeförbindelse med orten Breistein, som utgör en del av tätorten Bergen, på andra sidan fjorden.